# Lutjanus erythropterus
Lutjanus erythropterus és una espècie de peix de la família dels lutjànids i de l'ordre dels perciformes.

## Morfologia
- Els mascles poden assolir 81,6 cm de longitud total.[4][5]

## Alimentació
Menja principalment peixos i, en segon terme, crustacis, cefalòpodes i d'altres invertebrats bentònics.

## Hàbitat
És un peix marí de clima tropical i associat als esculls de corall que viu entre 5-100 m de fondària.

## Distribució geogràfica
Es troba des del Golf d'Oman fins a l'Àsia Sud-oriental, el sud del Japó i el nord d'Austràlia.